# For Your Pleasure
For Your Pleasure es el segundo álbum de estudio de la banda de rock inglesa Roxy Music, lanzado por Island Records en 1973. Fue el último álbum de la agrupación en contar en la alineación con el músico Brian Eno, quien ganaría reconocimiento años más tarde como solista.

## Lista de canciones

### Lado Uno
1. "Do the Strand" - 4:04
2. "Beauty Queen" - 4:41
3. "Strictly Confidential" - 3:48
4. "Editions of You" - 3:51
5. "In Every Dream Home a Heartache" 5:29

### Lado Dos
1. "The Bogus Man" - 9:20
2. "Grey Lagoons" - 4:13
3. "For Your Pleasure" - 6:51

## Créditos
- Bryan Ferry – voz, piano
- Brian Eno – sintetizador
- Andy Mackay – oboe, saxofón
- Phil Manzanera – guitarra eléctrica
- Paul Thompson – batería